# LVMH
Die börsennotierte LVMH Moët Hennessy – Louis Vuitton SE ist der weltweite Branchenführer der Luxusgüterindustrie, der Rechte an 75 verschiedenen Marken hält, die weltweit in etwa 5000 Geschäften in rund 80 Ländern vertrieben werden.
Der Konzern hat 213.268 Mitarbeiter (2023) mit einem Frauenanteil von 71 %. LVMH ist das wertvollste börsennotierte Unternehmen Frankreichs.

## Geschichte
Der Konzern entstand im September 1987 durch die Fusion der Unternehmen Louis Vuitton und Moët Hennessy, da ihre Vorstände – Henry Racamier (Louis Vuitton) und Alain Chevalier (Moët Hennessy) – eine feindliche Übernahme fürchteten. Der Name des Konzerns setzt sich aus den Traditionsmarken Louis Vuitton (Koffer- und Taschenhersteller seit 1854), Moët et Chandon (Champagnerhersteller seit 1743) und Hennessy (Cognacproduzent seit 1765) zusammen. Moët und Hennessy hatten sich bereits 1971 zusammengeschlossen. Chevalier wurde Präsident des neuen Unternehmens, Racamier wurde sein Stellvertreter.
Im folgenden Jahr kam es zu Meinungsverschiedenheiten über den Betrieb des Unternehmens. Racamier fühlte sich dominiert und wandte sich daher an Bernard Arnault, dem seit 1985 das Unternehmen Christian Dior gehörte (wobei das Parfümgeschäft Diors bereits 1968 von Moët et Chandon übernommen worden war). Arnault sollte Anteile von LVMH übernehmen und damit Racamiers Position stärken. Alain Chevalier hingegen wandte sich 1988 an den britischen Bier- und Spirituosenhersteller Guinness-Brauerei (Produzent der gleichnamigen Biermarke), der einen 12-Prozent-Anteil an Moët Hennessy im Tausch für 12 Prozent der Anteile an Guinness erhielt.
Die Unterstützer wurden jedoch bald Feinde im eigenen Unternehmen: Mithilfe der Investmentbank Lazard Frères und Guinness übernahm Arnault 45 Prozent von LVMH. Ein Rechtsstreit mit Racamier – Alain Chevalier war inzwischen ausgeschieden – folgte, aus dem Arnault als Sieger hervorging. Somit konnte Arnault 1989 gegen den Willen der Vuitton- und Hennessy-Familienmitglieder Präsident des Konzerns werden. Arnault gehört seit Jahren zu den reichsten Menschen der Welt.
Im Jahr 1990 – auch Racamier hatte den Konzern verlassen – erhöhten Bernard Arnault und Guinness die wechselseitige Beteiligung auf 24 Prozent. Die Allgegenwart des Louis-Vuitton-Monogramms Mitte der 1980er Jahre beschädigte den Ruf der Marke als Statussymbol und führte zu Umsatzrückgängen zu Beginn der 1990er Jahre. 1994 wurden die gegenseitigen Beteiligungen von LVMH und Guinness neu gegliedert. Guinness besaß fortan 34 Prozent von Moët Hennessy, LVMH bekam ein Rückkaufrecht für Anteile an der gemeinsamen Vertriebsgesellschaft und den Guinness-Anteil an Moët Hennessy.
LVMH weitete sein Geschäftsfeld auf den Einzelhandel aus, indem es 1996 in DFS Galleria, eine von Chuck Feeney und Bob Miller gegründete Kette von Duty-free-Shops, und 1997 in Sephora, eine international agierende französische Kosmetikkette, investierte (und zeitweilig auch an Douglas beteiligt war) – trotz der großen Streuung der Geschäftsbereiche und der Vergrößerung des Betriebes. Vor allem der asiatische Markt machte LVMH zu schaffen. Auch der Versuch, die Fusion des Hotel- und Spirituosenkonzerns Grand Metropolitan mit Guinness zu vermeiden, mündete in einen Rückschlag. Bernard Arnault wollte Moët Hennessy einbringen, um am neuen Spirituosengiganten beteiligt zu sein, und hatte daher Milliarden in Grand Metropolitan investiert. Letzteres fusionierte im Dezember 1997 mit Guinness zu Diageo. Ende der 1990er Jahre erfolgte ein Umbruch: Die asiatischen Märkte wuchsen wieder, LVMH konnte neue Marken kaufen.
Ab 2010 erwarb LVMH sukzessive Aktienanteile an dem französischen Familienunternehmen und Konkurrenten Hermès, das sich gegen eine feindliche Übernahme durch LVMH durch die Gründung einer Familienholding im Jahr 2011 schützte. 2013 musste LVMH für den undurchsichtigen Erwerb der Hermès-Aktien an die französische Bankenaufsicht, die Autorité des marchés financiers (AMF), acht Millionen Euro Strafe zahlen. Im Herbst 2014 verkündete LVMH, dass die Hermès-Anteile von fast 23 Prozent am Unternehmen mit einem Gewinn von 2,4 Milliarden Euro an die eigenen Aktionäre abgestoßen werden.
2011 übernahm LVMH den italienischen Konkurrenten Bulgari. 2012 kaufte LVMH den britischen Herrenmaßschneider Arny’s und den französischen Lederwarenhersteller Les Tanneries Roux. 2013 wurde die Aktienmehrheit an dem italienischen Kaschmirhersteller Loro Piana für 2 Milliarden Euro erworben.
Im Oktober 2016 wurde bekannt, dass LVMH zum Januar 2017 den Kölner Kofferhersteller Rimowa mehrheitlich übernehmen werde. LVMH erwarb einen Anteil von 80 Prozent für 640 Millionen Euro. Geschäftsführer und CEO war bis Ende 2020 der 24-jährige Sohn von Bernard Arnault, Alexandre Arnault.
Im Dezember 2018 stimmte die Belmond Ltd. mit Sitz in Hamilton (Bermuda), ein Betreiber von Luxuszügen, eines Luxus-Flusskreuzfahrtschiffes und von Luxushotels, der Übernahme durch LVMH zu. Diese wurde im April 2019 zu einem Preis von 3,2 Milliarden US-Dollar abgeschlossen.
Ende November 2019 gab LVMH die Übernahme des US-Juweliers Tiffany für 16,2 Milliarden US-Dollar bekannt.
Das Unternehmen LVMA in der Fernsehserie Emily in Paris zeigt auffällig Parallelen zum weltweiten Branchenführer der Luxusgüterindustrie LVMH.

## Eigentümerstruktur
(Stand: 31. Dez. 2023):
- Groupe Arnault (Bernard Arnault) – 48,6 Prozent (Stimmrechtsanteil: 64,3 Prozent)
- eigene Anteile – 0,5 Prozent
- Streubesitz – 50,9 Prozent (Stimmrechtsanteil: 35,7 Prozent)

## Marken der Gruppe LVMH
Unterteilt wird in folgende fünf Geschäftsbereiche (in Klammern: Jahr der Übernahme/Gründung bzw. Anteil):
Wein und Spirituosen
- Champagner: Moët & Chandon, Ruinart, Mercier, Dom Pérignon, Veuve Clicquot, Krug (seit 1999)
- Cognac: Hennessy
- Tequila: Volcano De Mi Tierra (gegründet 2020)
- Rum: 10 Cane (gegründet 2005), Eminente Ron de Cuba (gegründet 2020)
- Wodka: Belvedere (40 % 2002; 70 % 2004; 100 % 2005),[16][17] Chopin (40 % 2002; 70 % 2004; 100 % 2005)[16][17]
- Wein: Domaine Chandon California, Bodegas Chandon, Domaine Chandon Australia, Château d’Yquem (64 % seit 1996/99), Terrazas de los Andes (gegründet 1999),[18] Newton (2001),[19] Cape Mentelle (2003),[20] Cloudy Bay (2003),[20] Cheval des Andes (gegründet 2003),[21] Numanthia
- Whisky: Glenmorangie (2004), Ardbeg (durch Glenmorangie)
- Wenjun (2007)

Mode und Lederwaren
- Louis Vuitton (seit Konzerngründung 1987), Givenchy (1988), Céline (1993),[22] Berluti (1993), Kenzo (1993), StefanoBi (1996),[23] Loewe (1996),[23] Marc Jacobs (1997), Fendi (51 % ab 1999, 100 % seit 2001), Emilio Pucci (2000),[24] Thomas Pink (2001), Edun (Modemarke von Bono, 2009), Loro Piana (2013),[25] Nicholas Kirkwood (2013), Rimowa (2016), Tiffany & Co. (2021), Birkenstock (2021)

Die Modesparte von Dior, die Christian Dior Couture S.A., gehört seit 2017 zu LVMH. Das zwischen 2000 und 2001 aufgekaufte Unternehmen Donna Karan wurde Mitte 2016 verkauft. Das Pariser Lederwaren-Unternehmen Moynat wurde 2011 von Bernard Arnaults Groupe Arnault aufgekauft und gehört somit offiziell nicht LVMH.
Parfum und Kosmetika
- Parfüm: Perfumes Loewe (1996),[23] Acqua di Parma (50 % seit 2001, 100 % seit 2003),[23] Bvlgari Parfums (100 % 2011), Maison Francis Kurkdjian (2017)
- Kosmetik: Make Up For Ever (1999),[23] Laflachère (?), benefit cosmetics San Francisco, Bvlgari Cosmetiques (100 % 2011)
- Parfüm und Kosmetik: Christian Dior Parfums (bereits 1968 an Moët et Chandon verkauft, seit 1987 LVMH), Parfums Givenchy, Guerlain (4,2 % seit 1987, 58,8 % seit 1994), Kenzo Parfums (1993), Benefit Cosmetics (1999),[31] Fresh (2000)[32]

Uhren und Schmuck
- Uhren: Dior Watches, TAG Heuer (1999), Zenith (1999), Hublot (2008)[33]
- Schmuck und Uhren: Fred (1998),[23] Chaumet (1999), De Beers LV (Joint Venture mit De Beers, gegründet 2001), Bulgari (100 % 2011), Tiffany (2019, Transaktion bis Mitte 2020)[15]

Einzelhandel
- Duty Free Shoppers (DFS, 1998), Sephora (1997) (die 1998 aufgekaufte Parfümeriekette Marie-Jeanne Godard ging in Sephora auf), Le Bon Marché (1998), Starboard Cruise Services (2000), La grande épicerie de Paris

Medien
- Mit der täglich erscheinenden Finanzzeitung Les Échos (2007), dem Wochenmagazin Investir (1993) und der Tageszeitung Le Parisien (2015) gehören drei wichtige Medien zu LVMH, ebenso wie der Spartensender Radio Classique (2005) und die deutsche Filmproduktions- und Verwertungsgesellschaft EuroArts Music International.[34]

Andere Aktivitäten
- Royal Van Lent (Feadship), Princess Yachts International, Jardin d’Acclimatation, Cova, Nowness (Online-Magazin als Nachfolger des 2009 eingestellten Onlineshops eluxury.com), La Samaritaine (2001), Connaissance des Arts (2000), Cheval Blanc Hotels, Classica, Arléa (2004)
- Belmond (2018), Betreiber von Luxuszügen wie dem Royal Scotsman, dem Venice Simplon-Orient-Express,[35] dem Eastern and Oriental Express oder dem Luxus-Flusskreuzfahrtschiff Belmond Road to Mandalay sowie Luxushotels (früher Orient-Express Hotels) so u. a. dem Belmond Copacabana Palace, Belmond Grand Hotel Europe, Belmond Le Manoir aux Quat'Saisons und Belmond Reid’s Palace.

Die älteste Marke des Unternehmens ist das Weingut Château d’Yquem, dessen Geschichte in das Jahr 1593 zurückgeht. Die wertvollste Marke ist Louis Vuitton, deren Wert im Jahr 2007 auf 20,3 Milliarden Euro geschätzt wurde.

## Wettbewerber
Konkurrenzfirmen in der Branche sind u. a.:
- Kering, Paris; Eigentümer ist der französische Milliardär François Pinault. Marken: Gucci, Yves Saint Laurent, Bottega Veneta, Balenciaga, Boucheron, Pariser Luxuskaufhäuser Printemps-Redoute und andere.
- Compagnie Financière Richemont (CFR), Genf; Eigentümer ist der südafrikanische Milliardär Johann Rupert; Fokus auf Uhren und Schmuck; Marken: Cartier, Montblanc, Arpels, Piaget, Jaeger-LeCoultre und andere.
- Prada-Gruppe, Mailand; CEO: Patrizio Bertelli; Fokus auf Kleidung, Schuhe, Accessoires; Marken: Prada, Miu Miu, Church’s (Schuhe) und The Original Car Shoe (Schuhe). Von 1999 bis Mitte der 2000er Jahre hatten weitere international bekannte Marken zum Konzern gehört.
- JAB Holding (2007–2014: Labelux), Luxemburg; Luxusgüter-Division der Joh. A. Benckiser SE mit den Marken Bally, Jimmy Choo und Zagliani (Lederwaren).